# Mleko natłuszczane
Mleko natłuszczane w proszku (eng. Fat Filled Milk Powder) –  preparat mleczno-tłuszczowy to zamiennik mleka pełnego w proszku, wzbogacony o tłuszcze pochodzące z innych źródeł, zazwyczaj oleje pochodzenia roślinnego. Wykorzystywany jest najczęściej w cukiernictwie, przy produkcji lodów, jogurtów i jako półprodukt w procesie produkcji innych proszków mlecznych.
Fat filled milk powder instant uzyskany jest na drodze suszenia rozpyłowego odpowiednio dobranych składników, które decydują o jakości i właściwościach tego produktu.
Dodatkowo w czasie suszenia poddaje się go procesowi, dzięki któremu zwilżalność i rozpuszczalność jest natychmiastowa, czyli uzyskujemy produkt typu instant.

## Cechy produktu
- słodki, mleczny smak
- dobra rozpuszczalność i zwilżalność
- odporność na jełczenie
- dłuższy okres przydatności do spożycia
- mniej rygorystyczne warunki przechowywania od zwykłego mleka.
- konkurencyjność cenowa w stosunku do innych produktów mlecznych.

Poziom tłuszczu wynosi ok. 28%. Dlatego poziom białka decyduje o tym, w jakiej roli najlepiej sprawdzi się najlepiej.